# Сарбулак (Хобдинский район)
Сарбулак (каз. Сарыбұлақ) — село в Хобдинском районе Актюбинской области Казахстана. Административный центр и единственный населённый пункт Сарбулакского сельского округа. Код КАТО — 154237100.

## Население
В 1999 году население села составляло 1152 человека (582 мужчины и 570 женщин). По данным переписи 2009 года, в селе проживали 764 человека (374 мужчины и 390 женщин).